# مبادئ مدريد

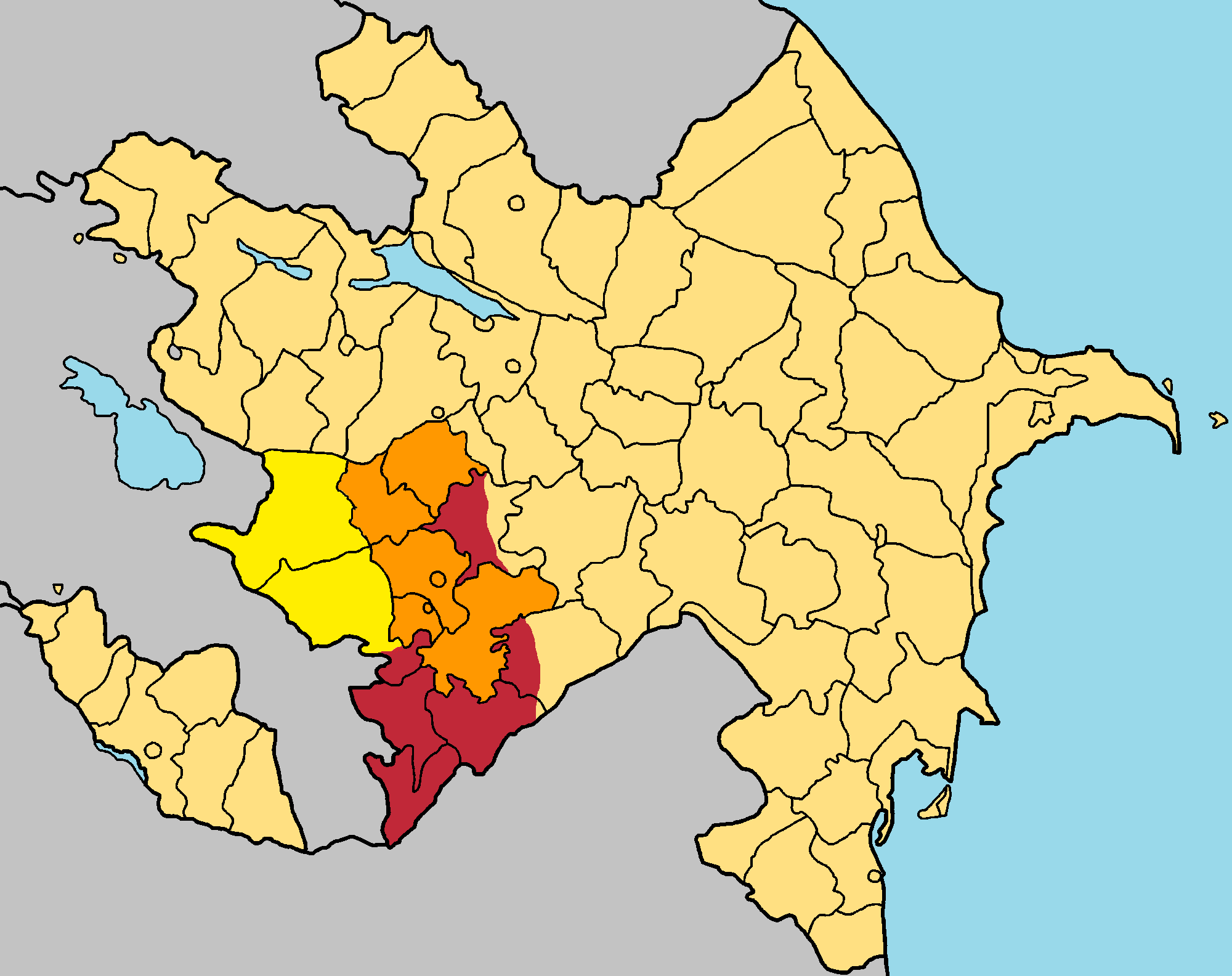
الأراضي المحيطة ب مرتفعات قره باغ التي كانت في السابق تحت السيطرة الأرمنية
الممر الذي يربط أرمينيا و مرتفعات قره باغ
مرتفعات قره باغ المتمتعة بالحكم الذاتي
باقي أذربيجان

مبادئ مدريد هي تسويات سلمية لصراع مرتفعات قره باغ اقترحتها مجموعة مينسك التابعة لمنظمة الأمن والتعاون في أوروبا. اعتبارًا من 2020 عُدت مجموعة مينسك التابعة لمنظمة الأمن والتعاون في أوروبا الهيئة الوحيدة المتفق عليها دوليا للتوسط في المفاوضات من أجل التوصل إلى حل سلمي للصراع ‏ . وقد اتفق كبار المسؤولين الأرمن والأذربيجانيين على بعض المبادئ المقترحة، ومع ذلك، لم يحققوا تقدماً يُذكر نحو انسحاب القوات الأرمينية من الأراضي المحتلة أو نحو طرائق اتخاذ القرار بشأن وضع مرتفعات قره باغ المستقبلي.

## الخلفية
انتهت حرب مرتفعات قره باغ الأولى باتفاق وقف إطلاق النار (بروتوكول بيشكيك) بين الأطراف المتحاربة والذي دخل حيز التنفيذ في 12 مايو 1994. منذ تاريخ وقف إطلاق النار حتى مارس/آذار 2016، أبلغت أذربيجان وأرمينيا معًا عن 7000 انتهاك لوقف إطلاق النار؛  أُبلغ عن أكثر من مائة انتهاك لوقف إطلاق النار ومقتل 12 جنديًا أذربيجانيًا في عام 2015 وحده. كانت اشتباكات أبريل 2016 هي أخطر انتهاك لوقف إطلاق النار لعام 1994  حتى حرب مرتفعات قره باغ عام الثانية عام 2020.
وقد تم التأكيد على دور التجرد من الإنسانية الذي حدث مؤخرًا تاريخيًا في استئناف الصراع. بدأت الاشتباكات الكبرى المتعلقة بسياسة الإمبراطورية الروسية في عام 1905 وتفاقمت أثناء انهيار الاتحاد السوفيتي ؛ وقد ساهم ذلك في العنصرة والقومية الشرسة، مما دفع كل من الأرمن والأذربيجانيين إلى وضع صور نمطية لبعضهم البعض، وتشكيل الخطابات الاجتماعية والسياسية الخاصة بكل منهما.
نمت المشاعر المعادية لأذربيجان في أرمينيا،أثناء وبعد حرب مرتفعات قره باغ الأولى، مما أدى إلى مضايقة الأذربيجانيين هناك. في 16 يناير 2003، قال الرئيس السابق لأرمينيا روبرت كوتشاريان إن الأذربيجانيين والأرمن «غير متوافقين عرقيًا» وأنه من المستحيل على السكان الأرمن في قره باغ العيش داخل دولة أذربيجانية. وفي حديثه يوم 30 يناير في ستراسبورغ، قال الأمين العام لمجلس أوروبا، تر شويمر، ‏ إن تعليق كوتشاريان كان بمثابة إثارة للحرب. وفقا لاستطلاع للرأي أجري عام 2012، فإن 63% من الأرمن يعتبرون أذربيجان «أكبر عدو لأرمينيا».
وفي المقابل، يعد التحريض على الكراهية ضد الأرمن وتعزيز خطاب الكراهية أحد التحديات الرئيسية لتهيئة الظروف اللازمة لتعزيز عملية السلام لتسوية صراع قره باغ، فضلاً عن خلق جو من الثقة بين شعب الأرمن. الأطراف المتصارعة: مرتفعات قره باغ وأذربيجان وأرمينيا. عُولجة مشكلة العنصرية وكراهية الأجانب تجاه الأرمن في أذربيجان وتأكيدها في عدد من الوثائق التي اعتمدتها مختلف المنظمات الدولية، بما في ذلك الملاحظات الختامية للجنة الأمم المتحدة المعنية بالقضاء على التمييز العنصري (CERD/C/AZE/4 بتاريخ 14 أبريل 2005)  بالإضافة إلى تقارير اللجنة الأوروبية لمناهضة العنصرية والتعصب (ECRI) بشأن أذربيجان بتاريخ 28 يونيو 2002، و15 ديسمبر 2006، و23 مارس 2011، و17 مارس 2016، اللجنة الاستشارية لمجلس أوروبا المعنية بالاتفاقية الإطارية بشأن آراء حماية الأقليات القومية بشأن أذربيجان المؤرخة 22 مايو 2003 و9 نوفمبر 2007.

## المبادئ
في يوليو 2009، وفي إطار قمة مجموعة الثماني في لاكويلا بإيطاليا، أصدر الزعماء الثلاثة للرئاسة المشتركة لمجموعة مينسك التابعة لمنظمة الأمن والتعاون في أوروبا، ميدفيديف وأوباما وساركوزي، بيانًا يحثون فيه رئيسي أرمينيا وأذربيجان، سيرج سركيسيان وإلهام علييف، إلى "حل الخلافات القليلة المتبقية بينهما ووضع اللمسات الأخيرة على ترتيبهما بشأن هذه المبادئ الأساسية".
ووفقاً لهذا البيان، فإن المبادئ الأساسية لتسوية نزاع مرتفعات قره باغ استندت إلى مبادئ وثيقة هلسنكي النهائية (1975) بشأن عدم استخدام القوة، والسلامة الإقليمية، والمساواة في الحقوق وتقرير المصير للشعوب.
وكشفت الوثيقة المذكورة أعلاه أيضًا عن ستة عناصر أساسية للتسوية:
1. عودة الأراضي المحيطة بمرتفعات قره باغ إلى السيطرة الأذربيجانية؛
2. ووضع مؤقت لمرتفعات قره باغ يوفر ضمانات للأمن والحكم الذاتي؛
3. وممر يربط أرمينيا بمرتفعات قره باغ؛
4. التحديد المستقبلي للوضع القانوني النهائي لمرتفعات قره باغ من خلال التعبير الملزم قانونًا عن الإرادة؛
5. حق جميع النازحين واللاجئين في العودة إلى أماكن إقامتهم السابقة؛ و
6. ضمانات أمنية دولية تشمل عملية لحفظ السلام.

وفي الوقت نفسه، حث الرؤساء المشاركون لمنظمة الأمن والتعاون في أوروبا رئيسي أرمينيا وأذربيجان على حل الخلافات القليلة المتبقية بينهما ووضع اللمسات الأخيرة على اتفاقهما بشأن هذه المبادئ الأساسية، التي تحدد التسوية الشاملة.